# إتش. ريكس لي
إتش. ريكس لي هو سياسي أمريكي، ولد في 8 أبريل 1910 في ريغبي في الولايات المتحدة، وتوفي في 26 يوليو 2001 في سان دييغو في الولايات المتحدة. نشط حزبياً في الحزب الديمقراطي. وقد انتخب حاكم ساموا الأمريكية ‏ (28 مايو 1977 – 3 يناير 1978) وانتخب حاكم ساموا الأمريكية ‏ (24 مايو 1961 – 31 يوليو 1967).